# Robert Morris (scultore)
Robert Morris (Kansas City, 9 febbraio 1931 – Kingston, 28 novembre 2018) è stato uno scultore statunitense.
È uno dei principali e teorici artisti del minimalismo, ma ha anche dato importanti contributi sulla performance art e sull'installazione.
Dal 1964 propone grandi strutture di geometria solida elementare, realizzate con lamiera o con pannelli traforati a graticcio. L'attenzione delle grandi strutture doveva protrarsi tutta all'esterno, cioè alle caratteristiche reali. L'artista intendeva eliminare i giochi di relazione tra le varie parti di una composizione.

## Biografia
Nato in Kansas City (Missouri) Robert Morris, fin da piccolo ricopia le strisce dei fumetti, abitudine che fa emergere il suo talento artistico, la scuola elementare della sua città natale propone diverse attività, che contribuiscono allo sviluppo delle sue capacità. Morris frequenta l’università di Kansas City per poi passare allo studio dell’arte e della critica d’arte, al "Kansas City art institute"nel 1948. Nel corso degli anni 50 Morris sviluppa un particolare interesse per la danza, in quel periodo vive a San Francisco con sua moglie, la ballerina e coreografa Simone Forti. Si trasferisce alla "California school of fine arts" nel 1951, ma solo per un semestre, prima di unirsi al corpo degli ingegneri dell’esercito degli Stati Uniti. Al suo ritorno negli Usa nel 1953, frequenta il Reed College in Oregon per studiare filosofia e psicologia. Due anni dopo torna in California per dedicarsi a tempo pieno alla pittura. Nel 1960 si trasferisce a New York per studiare storia dell’arte all’Hunter College. In questo periodo, abbandona la pittura e inizia a scolpire il compensato. Per i successivi cinque anni Morris si dedica alla realizzazione di oggetti che si focalizzano sul ruolo del linguaggio e su altri concetti più profondi, piuttosto che sull’oggetto in sé. La sua prima mostra personale si tiene nel 1963 alla Green Gallery di New York, solo Donald Judd apprezza i suoi lavori, la maggior parte dei critici giudica negativamente la mostra reputandola insignificante e eccessivamente aggressiva. Dopo la tesi del 1966 su Constantin Brâncuși, Morris continua a scrivere saggi critici che sono anche correlati a quattro delle sue più importanti opere, in questi scritti critica il concetto di unicità di un oggetto sottolineandone, invece, la relazione tra l’opera e i visitatori . Dopo essersi trasferiti con la moglie a New York nel 1969 partecipano ad una confederazione collettiva di ballerini, chiamata la Judson Dance Theater per cui Morris realizza molte coreografie, tra cui Arizona (1963), 21.3 (1964), Site (1964), e Waterman Switch (1965).
Durante gli anni ‘60 e ‘70 , Morris ha un ruolo centrale nel definire i tre principali movimenti artistici di quel periodo: Minimalismo , Process Art, e Earthworks.  Infatti Morris crea i suoi primi oggetti di arte minimalista nelle coreografie di danza, esibisce stanze piene di questi elementi architettonici non definiti alla Green Gallery, New York, nel 1964 e nel 1965 grazie a cui raggiunse la fama. Nell’ultima parte degli anni ‘60, Morris ricerca processi più elaborati per le sue sculture minimaliste, usando materiali come l’alluminio e la maglia d’acciaio. Tra il 1960 e il 1970 passa a materiali più morbidi come il feltro, molti di questi lavori sono esposti nel 1968 nella galleria di Leo Castelli a New York. Nello stesso decennio sperimenta anche l’uso di materiali come rifiuti e scarti. 
Robert Morris muore nel 2018 a Kingston (New York) all’età di 87 anni. 

## Pensiero Morris "il rifiuto della finzione"
Morris rifiuta categoricamente di aderire alle convenzioni che regolano il sistema dell’arte attuale. Che –
secondo i criteri della likeability – si appoggia in gran parte su una sorta di attorialità, sulla
rappresentazione, sul ‘mettersi-in-posa’: “Non voglio essere filmato nel mio studio facendo finta di
lavorare. Non voglio partecipare a conversazioni messe in scena sull’arte (...) che sono performance
affaticate e camuffate”. Ciò che Unavailable rifiuta è proprio quella dimensione di finzione che è,
secondo Morris, totalmente e radicalmente estranea all’arte, alla creazione dell’arte e dell’opera d’arte, e
che in questa sua estraneità rappresenta anzi una concreta minaccia diretta a quel nucleo: “Molto tempo
fa ho preso l’abitudine, mai interrotta da allora, di scrivere invece di parlare. È possibile che sia stato
indotto a fare arte proprio dal fatto che parlare ed essere in presenza di un’altra persona non erano
requisiti”. C’è stato dunque un tempo, non molto distante, in cui l’autorappresentazione, la recitazione, il
mettersi in posa “non erano requisiti” fondamentali per fare arte; in cui invece il fare arte poteva
prescinderne totalmente, e anzi essere scelto come dimensione esistenziale proprio per questo. C’è
stato, lo sappiamo, ma tendiamo a dimenticarlo – come se le condizioni attuali fossero astoriche,
atemporali.
Certo, si può anche accantonare questa dichiarazione come il capriccio di un autore famoso alla fine
della sua carriera (‘sicuro, lui se lo poteva permettere ormai’), ma non credo proprio che sia così: penso
invece che essa sia parte integrante di una poetica, che risponda a esigenze molto profonde e inerenti
alla realizzazione dell’opera, e che punti l’attenzione su una questione fondamentale per l’arte di oggi (lo
dimostrano peraltro i suoi ultimi, strepitosi lavori, esposti in questi mesi alla Galleria Nazionale di arte moderna Roma,
facilmente fraintesi ma che testimoniano la conclusione di una ricerca molto coerente e lucida): “Non
voglio che mi si chiedano le ragioni per non aver lavorato in un unico stile, o le ragioni di qualunque arte
abbia realizzato (dal momento che la ragione è che non ci sono ragioni in arte)”.

## Minimalismo
Morris rilascia un'intervista su come vede il minimalismo "Non voglio viaggiare in luoghi lontani per tenere discorsi sull'arte che ho fatto mezzo secolo fa. Il minimalismo non ha bisogno di sentire me. Non voglio viaggiare in luoghi lontani per fare discorsi
sull'arte che ho fatto ieri. L'arte contemporanea sta facendo abbastanza rumore senza di me. Non voglio
essere filmato nel mio studio fingendo di lavorare. Non voglio partecipare a conversazioni messe in
scena sull'arte - mia o di altre passate o presenti - che sono performance faticose e mascherate. Non
voglio essere intervistato da curatori, critici, direttori artistici, teorici, estetisti, esteti, professori,
collezionisti, galleristi, esperti di cultura, giornalisti o storici dell'arte sulle mie influenze, artisti preferiti,
artisti disprezzati, artisti passati, artisti attuali, futuri artisti. Molto tempo fa ho preso l'abitudine, mai più
rotta, di scrivere le cose invece di parlare. È possibile che io sia stato indotto a fare arte perché parlare e
stare in presenza di un'altra persona non erano richiesti. Non voglio che mi chiedano le mie ragioni per
non aver lavorato in un solo stile, o le ragioni per nessuna delle opere d'arte che sono state fatte (il
motivo è che non ci sono ragioni nell'arte). Non voglio rispondere a domande sul motivo per cui ho usato
compensato, feltro, vapore, sporco, grasso, piombo, cera, denaro, alberi, fotografie,
elettroencefalogrammi, caldo e freddo, avvocati, esplosioni, nudità, suono, linguaggio o ho disegnato con
i miei occhi chiusi. Non voglio raccontare aneddoti sul mio passato o storie sulle persone a cui sono
stato vicino. Mi rifiuto di parlare dei miei morti. Le persone a cui devo così tanto o lo sapevano o non lo
sapranno mai, perché ormai è troppo tardi. Non voglio documentare i miei punti di svolta, punti alti, punti
bassi, punti buoni, punti cattivi, punti di arresto, pause fortunate, pause brutte, punti di rottura, vicoli
ciechi, scoperte o guasti. Non voglio parlare dei miei metodi, processi, mancati incidenti, trematodi,
errori, delusioni, battute d'arresto,disastri, ossessioni, incidenti fortunati, incidenti sfortunati, cicatrici,
insicurezze, disabilità, fobie, fissazioni o insonnie su poster che non avrei mai dovuto fare. Non voglio
che venga preso il mio ritratto. Ognuno usa tutti gli altri per i propri scopi, e sono felice di essere solo del
materiale per qualcun altro, fintanto che posso esercitare il mio diritto di rimanere in silenzio, immobile,
possibilmente armato, e ad una distanza di parecchie miglia."

## Concetto diunavailable
Ciò che Unavailable rifiuta è proprio quella dimensione di finzione che è,
secondo Morris, totalmente e radicalmente estranea all’arte, alla creazione dell’arte e dell’opera d’arte, e
che in questa sua estraneità rappresenta anzi una concreta minaccia vero quello che è considerato il nucleo stesso dell'arte.

## Opere
Box with the Sound of Its Own Making (1961) come dice lo stesso è composto principalmente dalla registrazione dei suoni prodotti durante la sua realizzazione. Lo scopo è mostrare l'opera d'arte unitamente al suo processo di realizzazione.
Site (1964) La danza ha occupato un aspetto importante dell'opera di Morris, coinvolgendo la creazione dell'artista di oggetti di scena simili a scatole, queste in un certo senso anticipavano i suoi oggetti minimalisti sia per l'interesse che l'interazione con lo spettatore. Negli anni '60, l'artista ha coreografato ed eseguito una serie di opere per il collettivo di New York noto come Judson Dance Theatre, incluso Site. Nel pezzo, eseguito per la prima volta al Surplus Dance Theatre con l'artista visivo Carolee Schneemann, Morris, indossando una maschera del proprio volto, ha portato via sistematicamente fogli di compensato (4x8) per rivelare uno Schneemann nudo che emula l'Olympia di Édouard Manet (1863). Morris ha manovrato le assi intorno al palco, finché alla fine le ha usate per nascondere di nuovo Schneemann, mentre il suono di un martello pneumatico suonava ripetutamente in sottofondo. Il sito richiama Box with the Sound of Its Own Making attraverso l'uso di una registrazione audio e si concentra sulla banale (de) costruzione di una struttura in legno, ma qui la situazione è più complessa e ambigua; non è chiaro se l'anonimo Morris mascherato o il nudo Schneemann, la cui pelle chiara e lo sfondo bianco scoraggiano l'attenzione, sia il punto focale della performance, un'ambiguità che spinge lo spettatore a considerare l'importanza relativa del processo artistico rispetto all'opera d'arte risultante stessa.
Untitled (L-Beams) (1965) Uno dei pezzi minimalisti più noti di Morris, Untitled (L-Beams) manca di qualsiasi traccia della mano dell'artista o contenuto figurativo che altrimenti distrarrebbe lo spettatore dal puro coinvolgimento con le forme organizzate. L'opera è composta da tre forme a L identiche in tutto, ma posizionate in modo diverso: una sdraiata su un fianco, un'altra appoggiata su due bordi e la terza eretta. La configurazione delle forme fa sì che siano percepite come diverse per dimensione e forma. La preoccupazione di Morris per l'aspetto esperienziale del pezzo si rivela nel suo uso di poliedri: solidi tridimensionali con facce piatte e bordi dritti le cui forme e forme potrebbero essere facilmente afferrate dallo spettatore. Ha anche sostenuto che le istituzioni gestissero il lavoro in modo diverso ogni volta, questo doveva essere esposto in modo che anche gli spettatori potessero vivere il lavoro in modo diverso.

## Galleria d'immagini

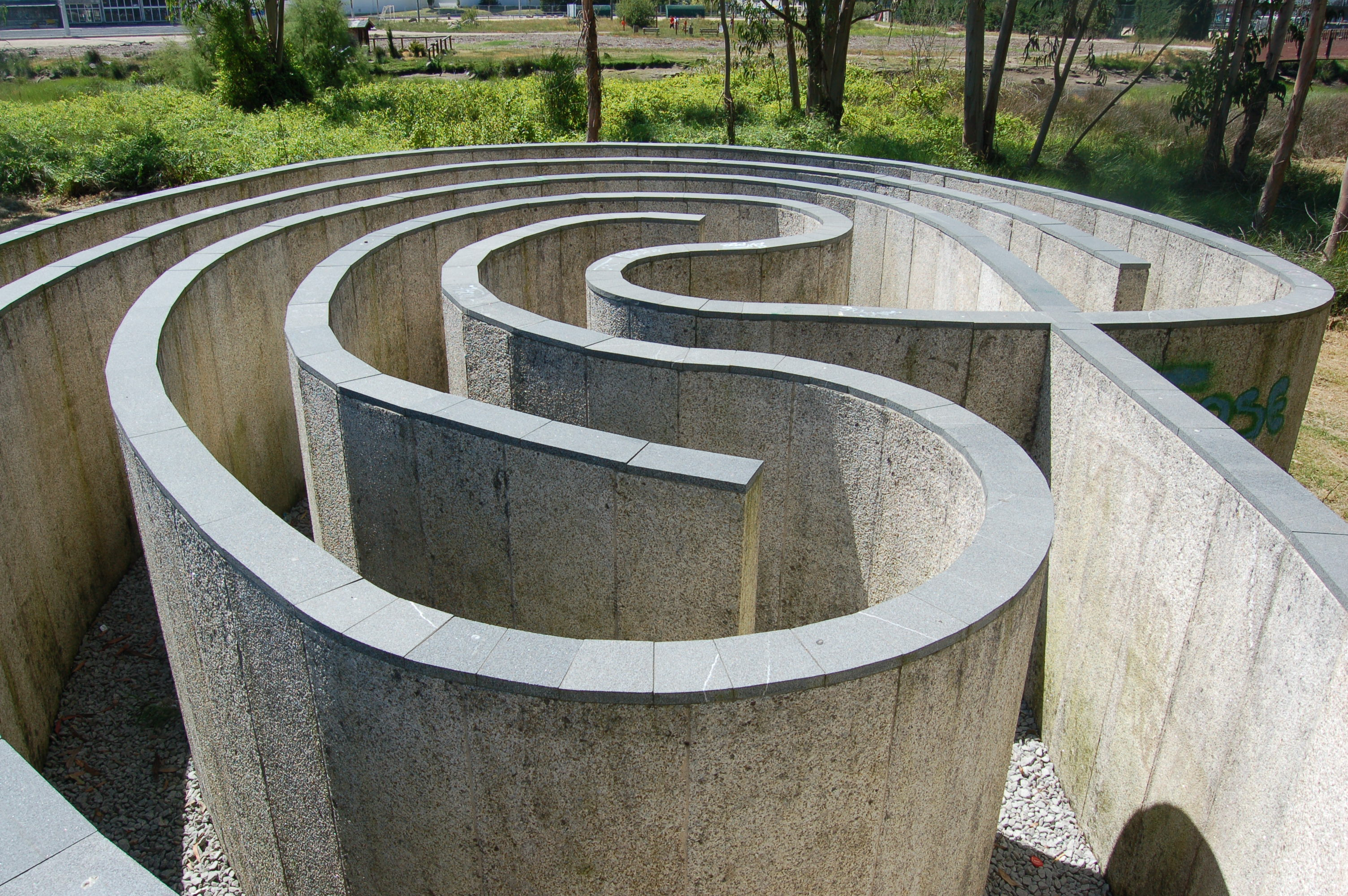
Laberinto di Pontevedra
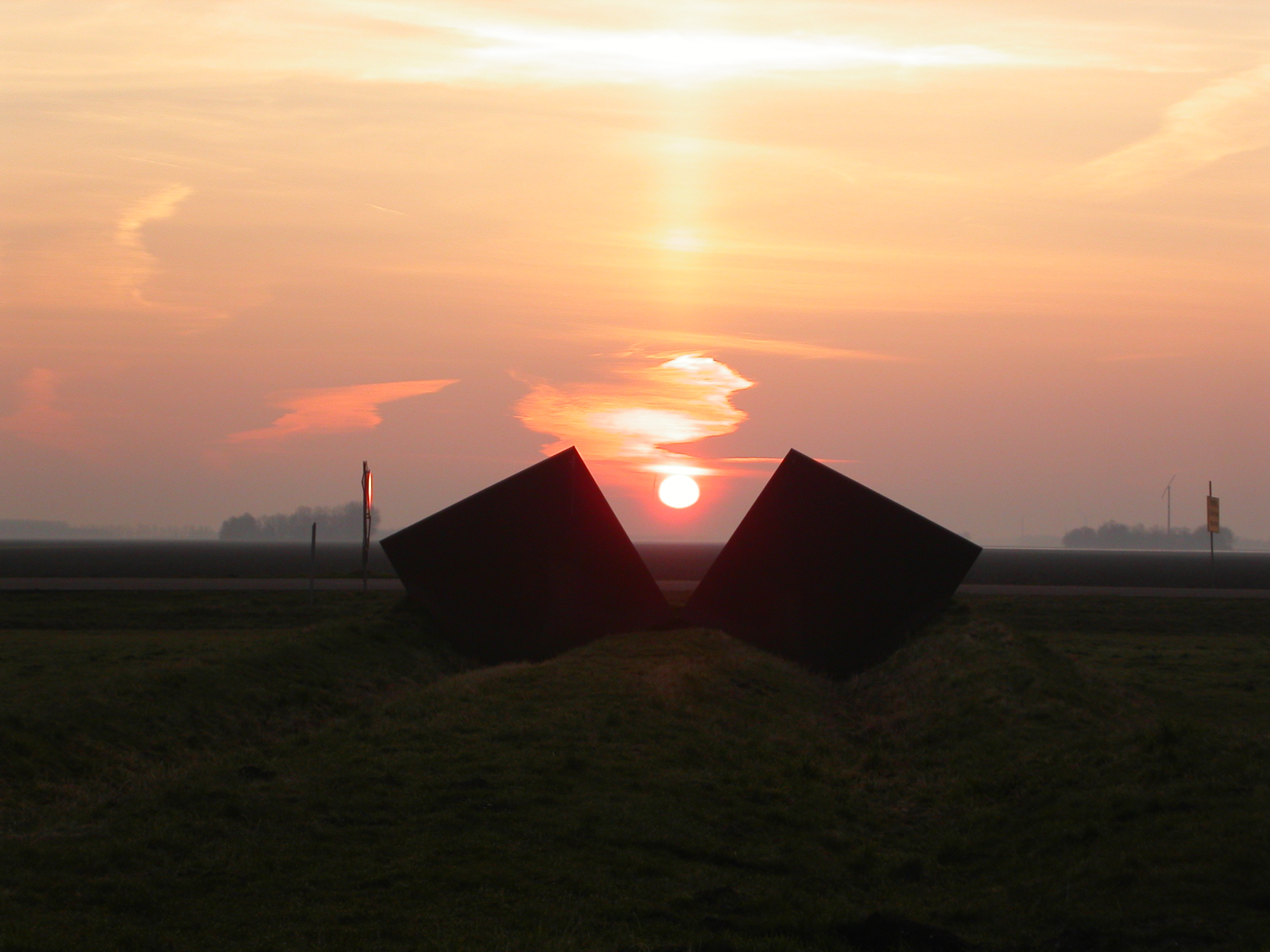
Observatorium
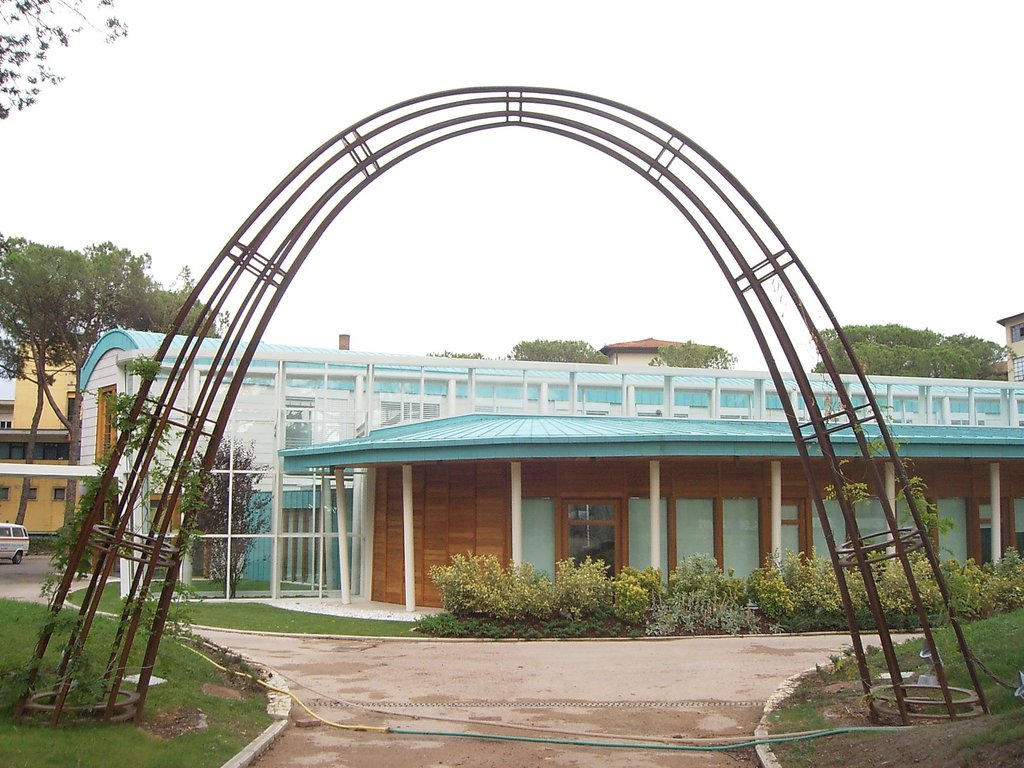
Arco di bronzo
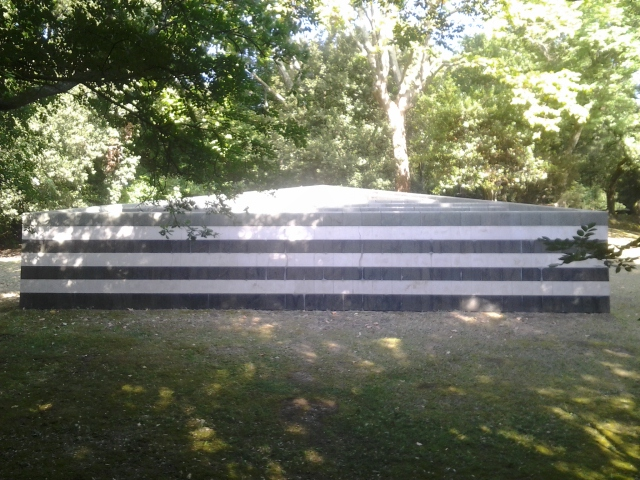
Labirinto